# Spriggina
Spriggina is een geslacht van fossiele arthropoden dat behoort tot de Ediacarische biota uit het geologisch tijdperk Ediacarium (rond 550 miljoen jaar oud). Spriggina is genoemd naar de Australische geoloog Reginald Claude Sprigg. De systematische classificatie van het geslacht is controversieel. Vanwege de kenmerken van hun fossielen worden ze meestal beschouwd als vroege geleedpotigen en mogelijke voorouders van de trilobieten. Als alternatief werd een toewijzing aan de vendobionten of de ringwormen besproken.

## Kenmerken
Fossielen van Spriggina vertonen een gesegmenteerd lichaam tot vijf centimeter lang. Aan de onderkant was Spriggina bedekt met twee rijen overlappende plaatjes, terwijl de bovenkant door een extra rij bedekt was. De voorste segmenten waren aan elkaar gegroeid als een soort kop. Het aantal segmenten ligt tussen twintig en veertig en varieert tussen de fossiele vondsten. De twee voorste segmenten verschillen van de andere segmenten. Deze twee hoefijzervormige segmenten worden geïnterpreteerd als koppen. De twee holten die erin zitten, kunnen ogen voorstellen. Mogelijke aanwijzingen voor een mond zijn ook gevonden. Niet gesegmenteerde parapode-achtige ledematen, waarvan de uiteinden seta dragen, zijn afkomstig van de lichaamssegmenten. Spriggina was mogelijk een predator. 

## Classificatie
De systematische classificatie van Spriggina is controversieel in de literatuur. In de regel wordt het geslacht toegewezen aan het rijk van meercellige dieren (Metazoa). De eerste beschrijver Martin Glaessner heeft Spriggina toegewezen aan de tot de ringwormen behorende Polychaetae. Fossielen van Spriggina zijn vergelijkbaar met sommige van de vele huidige borstelwormen als Tomopteris. De meeste paleontologen wijzen Spriggina toe aan de geleedpotigen. Morfologische overeenkomsten suggereren een verwantschap met de trilobieten. Deze toewijzing is echter controversieel. In tegenstelling tot trilobieten heeft Spriggina ook geen sporenfossielen. Adolf Seilacher wees Spriggina toe aan de uitgestorven vendobioten, die hij interpreteerde als grote eencellige organismen. Spriggina valt onder het fossiel vormtaxon der Rangeomorpha, dat meerdere Ediacarische fossielen bevat.